# Yū Hasegawa
Yū Hasegawa (jap. 長谷川 悠 Hasegawa Yū; ur. 5 lipca 1987) – japoński piłkarz występujący na pozycji napastnika. Obecnie występuje w Shimizu S-Pulse.

## Kariera klubowa
Od 2006 roku występował w klubach Kashiwa Reysol, FC Gifu, Avispa Fukuoka, Montedio Yamagata, Omiya Ardija, Tokushima Vortis i Shimizu S-Pulse.